# Залесская-Мазуровская, Ядвига Феликсовна
Ядвига Залесская-Мазуровская (пол. Jadwiga Zaleska-Mazurowska, в России Ядвига Феликсовна Залесская, урождённая Ивановская; 21 февраля 1869, Оксанино, Уманский уезд, Киевская губерния — 6 августа 1944, Варшава, район Охота) — польская пианистка. Сестра Софьи Ивановской-Плошко.

## Биография
Окончив гимназию в Калише, поступила в Варшавскую консерваторию, где училась у Александра Михаловского. Сразу по окончании консерваторского курса в 1888 году вышла замуж за химика Станислава Стефана Залеского и последовала за ним в Томск, где его ждала университетская кафедра. До 1894 г. жила с мужем в Томске, выступала с концертами как публично, так и приватно (частным образом играла дуэтом с ректором Томского университета Н. А. Гезехусом, способным музыкантом-любителем, сообщавшим об этом в письме своему другу Митрофану Беляеву). Некоторое время заведовала Томским отделением Императорского Русского музыкального общества. В 1892 г. совершила путешествие из Томска в Вену, где взяла несколько уроков у Теодора Лешетицкого.
После переезда семьи Залесских в 1894 г. в Санкт-Петербург сблизилась с кругом Беляева, приятельствовала с Цезарем Кюи, посвятившим ей шуточное сочинение «Ядвиня-полька». Много концертировала в России и Европе. В 1898 г. выступала в Киеве, в 1899 г. выезжала с гастролями в Иркутск. В 1903 г., в связи с назначением мужа директором бальнеологического курорта в Славянске, выступила там в благотворительном концерте. В 1910 г. вместе с сестрой, скрипачкой Зофьей Ивановской-Плошко, дала два концерта в лондонском зале Бехштейна, в том же году сёстры выступили в Смоленске, исполнив, среди прочего, «Крейцерову сонату» Людвига ван Бетховена, — смоленский рецензент (молодой А. Р. Беляев) отмечал:
.

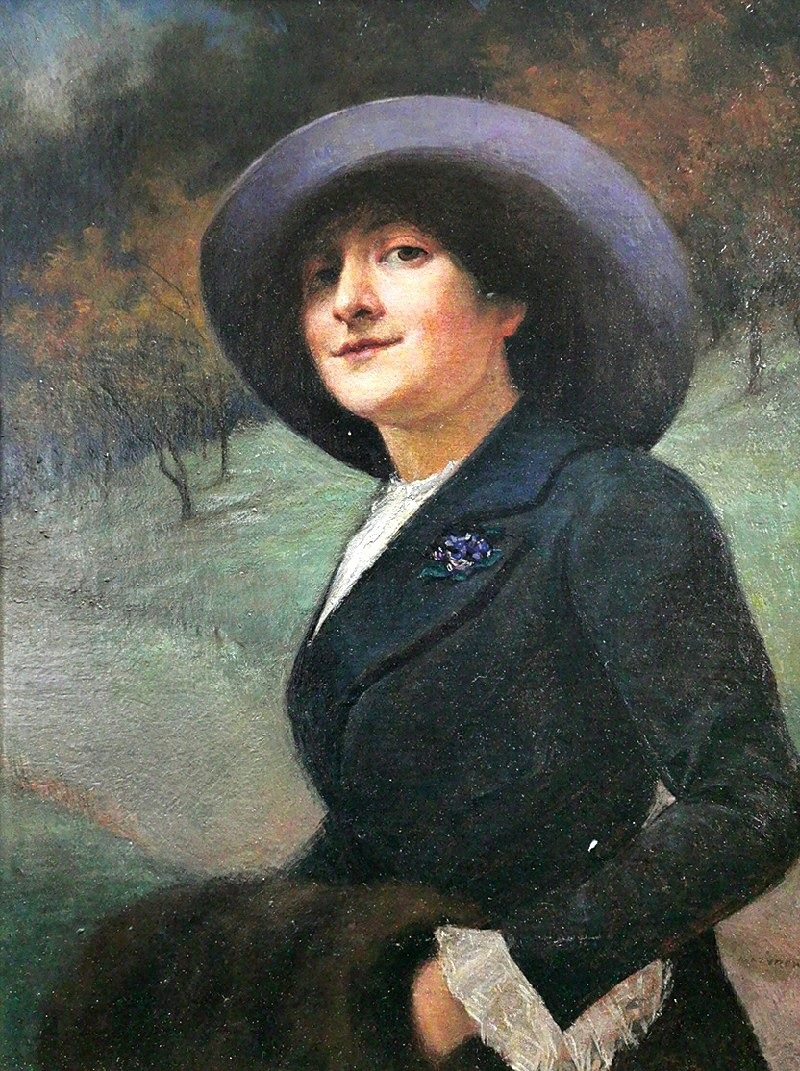
Виктор Мазуровский. Портрет жены. Начало 1910-х.

Ядвига Залесская уже давно составила себе имя как пианистка с вполне законченной техникой и большим художественным вкусом. Её жанр — меланхолический Чайковский, нежный и капризный Шуман, глубоко чувствующий и искренний Шопен.

В 1911 г., разведясь с первым мужем, выходит замуж повторно за художника Виктора Мазуровского, продолжая жить в Санкт-Петербурге. С началом Первой мировой войны даёт в столице благотворительные концерты в пользу польских раненых.
После Октябрьской революции Залесская-Мазуровская бежала от большевиков на восток, добравшись до Владивостока, где некоторое время оставалась и выступала, пока город контролировался белыми. В 1917—1918 годах выступала в Японии в фортепианном дуэте с Екатериной Тодорович. Затем она отправилась обратно в Европу через страны Азии, выступая по дороге с концертами в Тяньцзине, Гонконге, Сингапуре и других городах.
Была убита вместе с мужем при подавлении нацистами Варшавского восстания.